# SN 1983Q
SN 1983Q – supernowa odkryta 12 lipca 1983 roku w galaktyce E294-G02. W momencie odkrycia miała maksymalną jasność 18,00m.